# Villaverde del Monte (kommunhuvudort)
Villaverde del Monte är en kommunhuvudort i Spanien.   Den ligger i provinsen Provincia de Burgos och regionen Kastilien och Leon, i den norra delen av landet, 190 km norr om huvudstaden Madrid. Villaverde del Monte ligger 849 meter över havet och antalet invånare är 160.
Terrängen runt Villaverde del Monte är platt, och sluttar västerut. Runt Villaverde del Monte är det mycket glesbefolkat, med 6 invånare per kvadratkilometer. Närmaste större samhälle är Lerma, 15,6 km söder om Villaverde del Monte. Trakten runt Villaverde del Monte består till största delen av jordbruksmark.